# 천무 다연장로켓
천무 다연장로켓(天橆多聯裝rocket, 영어: K239 Chunmoo)은 대한민국이 개발한 직경 239mm 다연장 로켓포(multiple launch rocket system, MLRS)이다. 트럭에서 12발을 동시에 발사한다.
북한의 직경 240mm M-1985 방사포, 직경 240mm M-1991 방사포는 통칭해서 장사정포라고 부른다.

## 역사
2009년 기존의 227mm M270 MLRS(multiple launch rocket system)와 구형 국산 130mm 구룡 다연장로켓을 대체하기 위해 개발을 시작했다. 2009년부터 2013년까지 5년간 1300억원을 투입해 개발했다. 2014년 8월 중순부터 대량생산이 시작되었다. 2020년까지 천무 대량생산에 3조 3000억원의 예산이 투입될 계획이다.
구룡에서 사용되는 K33 131 mm, M26 227 mm 로켓을 기반으로 개량된 KM26A2 230 mm, GPS-aided INS 유도 239 mm 로켓을 모두 천무 발사대에 장전해서 발사할 수 있다.
신형 230mm 다연장 로켓 '천무'는 최대 사거리가 80km로, 휴전선 인근의 북한군 해안포 진지는 물론 원산 일대까지 타격 가능하다. 1분 동안 12발을 연속 발사하여, 각기 다른 12개의 표적을 타격한다.

## 239 mm 로켓
- 직경: 239 mm
- 길이: 3.94 m
- 발사중량: 340 kg
- 탄두중량: 90 kg
- 사거리: 80 km
- CEP: 3 m
- 탄두종류: 관통탄, DP-ICM
- 유도방식: GPS

## 수출
2017년, 비밀리에 아랍에미리트(UAE)로 약 7,000억원 규모의 천무를 수출했다.
2022년, 폴란드는 기본 협정 체결 당시 천무 288대를 도입하기로 했다. 2022년 11월, 35억 달러(약 4조8300억 원) 규모인 218대를 도입하는 계약을 체결했다. 2024년 4월 24일, 남은 70대에 대해서 실제 구매하는 계약을 체결했다. 규모는 약 16억 달러(약 2조2000억 원)다.
2023년 4월 4일, 사우디아라비아가 한국의 천무 다연장로켓(MLRS)을 배치한 모습을 현지 시각 공개했다. 천무 MLRS가 사우디에 실전 배치된 것이 확인된 것은 처음이다. 사우디아라비아가 수입한 천무는 사거리 45㎞ 무유도탄인 230㎜ 로켓과 사거리 80㎞ 유도탄인 239㎜ 로켓 두 종류다. 2022년 한화와 30억 리알(약 9880억원) 규모로 계약했다.

## 이스라엘
한국이 천무를 만들 당시, 이스라엘은 엑스트라 다연장로켓을 개발했다.
- 직경: 306 mm (12 인치)
- 길이: 4.7 m
- 발사중량: 570 kg
- 탄두중량: 120 kg
- 사거리: 150 km
- CEP: 10 m
- 탄두종류: 관통탄
- 유도방식: GPS

엑스트라 다연장로켓의 306 mm 로켓탄을 공대지 버전으로 개조해서 램페이지 (미사일)을 개발했다. F-35 내부무장창에 장착가능하다. 한국도 239 mm 로켓탄을 공대지 버전으로 개조하면 F-35 내부무장창에 장착할 수 있다는 것을 시사한다.

## 비교
- M-1985 방사포,  조선민주주의인민공화국, 직경 240 mm, 탄두중량 90 kg, 사거리 65 km, 12연장, 100여대
- M270 MLRS,  미국, 직경 227 mm, 탄두중량 156 kg, 사거리 32 km
- 구룡 다연장로켓,  대한민국, 직경 130 mm, 탄두중량 20 kg, 사거리 30 km
- M-1991 방사포,  조선민주주의인민공화국, 직경 240 mm, 탄두중량 90 kg, 사거리 65 km, 22연장, 430여대
- 천무,  대한민국, 직경 239 mm, 탄두중량 90 kg, 사거리 80 km
- KN-09 방사포,  조선민주주의인민공화국, 직경 300 mm, 사거리 200 km
- 신형대구경조종방사포,  조선민주주의인민공화국, 직경 300 mm, 탄두중량 150 kg, 사거리 290 km

M270 MLRS는 캐터필터를 사용하는 장갑차다. 트럭 버전은 M142 High Mobility Artillery Rocket System (HIMARS)이다.

## 주한미군 철수
천무가 한국군 전방에 실전배치되면, 동두천 제2보병사단 (미국)의 제210야전포병여단이 담당하고 있는 북한 장사정포 방어 임무를 인수하게 된다.
M270 MLRS는 한국 육군과 주한미군이 모두 사용하는데, 주한미군측 부대가 동두천 제210야전포병여단이다. 예전엔 210화력여단이라고 불렀다.
주한미군의 보병은 모두 미국으로 철수하고, 동두천에 제210야전포병여단 하나만이 제대로 된 화력의 육군 지상군 부대였는데, 향후엔 이마저 철수하고, 한국에는 미국 공군만이 제대로 된 화력을 갖춘 채로 잔존하게 된다.

## 대한민국의 러시아제 다련장 로켓 도입 시도
다연장 로켓포의 대명사는 2차세계대전에 사용했던 구 소련의 BM-13 카튜샤 로켓이다. 북한에서는 방사포, 남한에서는 다연장, 미국에서는 MLRS라고 부르지만, 원래 카튜사가 전세계적으로 가장 유명한 대명사다.
대한민국은 1990년대 중반, 불곰사업으로 러시아의 직경 220mm BM-27과 직경 300mm BM-30을 도입하려고 했다. 그러나 북한을 자극하고 싶지 않았던 러시아는 우라간(BM-27)과 스메르쉬(BM-30)의 판매를 거부하였고, 결국 대한민국은 이를 도입하지 못했다.
사실 대한민국의 경우 1970년대에 북한이나 구 소련 등에서 사용 중이던 BM-21 사진을 대통령이 국방과학연구소에게 주면서 BM-21 사진과 비슷한 다련장로켓을 만들라고 지시내렸다는 소문이 있었다. 물론 그 결과는 구룡 다련장로켓. 물론 그 이후에 북한도 이것에 대응하고자 또 다른 다련장 로켓(방사포)를 개발했다.
이후 대한민국의 경우 1997년부터 도입사업을 시작해서 1998년부터 초기형 M270 MLRS과 후기형의 경우 M270A1 MLRS를 직도입했고 이것을 운용할 탄약을 처음에는 직도입 구매했다가 이후 2013년 한국은 직경 239mm K-239 천무 다련장로켓을 개발했다.
그리고 이걸 본 북한은 2015년에 직경 300mm KN-09 방사포를 개발완료했다.
다만 북한의 방사포의 경우 러시아와 연관이 있다는 소문이 있고 아니면 중국을 통해 국산화를 한 것으로 추정된다. 그러나 실질적으로는 러시아와 연관성은 낮은 편이고 오히려 중국이 가능성이 매우 높다. 실제로 러시아의 경우 불곰사업을 실시하기 이전에 대한민국이 러시아(당시 구 소련)에게 차관을 제공하면서 북한의 무기공급을 하지 말라는 조건(당시 T-72나 T-80 전차를 북한에게 공여될 가능성이 있었다.)으로 차관을 빌려줬을 가능성이 높으며 소련이 무너지고 러시아가 되면서 차관 절반과 현금 지불 절반으로 시작한 러시아 무기 도입 사업이 불곰사업이다.(T-80U 전차, BMP-3 등을 도입했다.) 그리고 그 중국과 연관이 높은 또 다른 근거로 북한 열병식에 등장한 특수부대 장비의 외관(방탄헬멧 등)들이 중국군(중화인민공화국)에서 사용하는 장비들과 매우 유사하다.

## 같이 보기
- 장사정포
- KN-09 방사포 - 천무가 한국 육군의 최대 직경 다연장인데, 북한의 최대 직경 다연장은 KN-09이다.
- 신형대구경조종방사포